# Adam Bałabuch

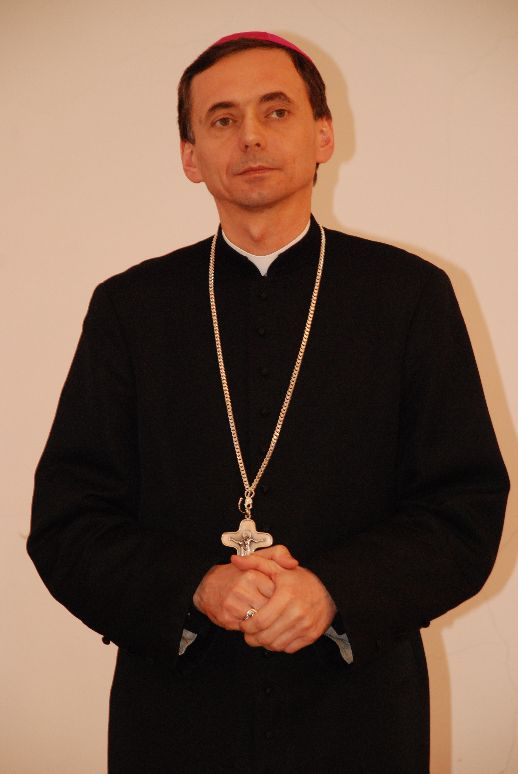

Wappen von Adam Bałabuch

Adam Bałabuch (* 13. April 1961 in Ścinawka Średnia, Powiat Kłodzki, Woiwodschaft Niederschlesien, Polen) ist Weihbischof in Świdnica.

## Leben
Der Weihbischof in Breslau, Adam Dyczkowski, weihte ihn am 24. Juni 1985 zum Diakon. Am 24. Mai 1986 spendete ihm der Erzbischof von Breslau, Henryk Roman Kardinal Gulbinowicz, die Priesterweihe. In den folgenden Jahren war er unter anderem als Gemeindepfarrer und Theologieprofessor tätig. Am 25. Juni 2004 wurde Bałabuch in den Klerus des Bistums Świdnica inkardiniert, wo er auch Generalvikar wurde. Von 2005 bis 2008 war er gleichzeitig Rektor des Priesterseminars von Świdnica.
Papst Benedikt XVI. ernannte ihn am 19. März 2008 zum Titularbischof von Aurusuliana und Weihbischof in Świdnica. Die Bischofsweihe spendete ihm der Bischof von Świdnica, Ignacy Dec, am 8. Mai desselben Jahres; Mitkonsekratoren waren Marian Gołębiewski, Erzbischof von Breslau, und Stefan Regmunt, Bischof von Zielona Góra-Gorzów. Als Wahlspruch wählte er Totus Christi et Mariae.